# Shaw-Alphabet
Das Shaw-Alphabet (englisch Shavian alphabet) ist ein phonetisches Alphabet für die englische Sprache, das nach dem irischen Dramatiker und Literaturnobelpreisträger George Bernard Shaw benannt wurde.
Shaw war mit der englischen Schriftsprache sehr unzufrieden und forderte häufig eine völlige Revision der bestehenden englischen Schreibweise. 1958, acht Jahre nach Shaws Tod, wurde in seinem Namen ein Wettbewerb für ein neues Alphabet ausgeschrieben, das einen direkten Bezug zur Aussprache herstellen, möglichst verschieden vom lateinischen Alphabet und möglichst einfach zu schreiben sein sollte. Der Engländer Ronald Kingsley Read gewann den Wettbewerb gegen 467 Mitbewerber.
Trotz einiger Bemühungen, das Alphabet bekannt zu machen, wurde eine offizielle Einführung in die englische Sprache nie ernsthaft in Erwägung gezogen.

## Aufbau
Das Shaw-Alphabet besteht aus 40 Buchstaben. Zusätzlich gibt es noch acht häufig vorkommende Ligaturen.
Diese Buchstaben sind jeweils aus möglichst wenigen Komponenten aufgebaut. Sie repräsentieren ihrerseits genau ein Phonem der englischen Sprache, zu denen auch Affrikaten und Diphthonge gezählt werden.
|                    | Große (hohe und tiefe) Buchstaben: | Große (hohe und tiefe) Buchstaben: | Große (hohe und tiefe) Buchstaben: | Große (hohe und tiefe) Buchstaben: | Große (hohe und tiefe) Buchstaben: | Große (hohe und tiefe) Buchstaben: | Große (hohe und tiefe) Buchstaben: | Große (hohe und tiefe) Buchstaben: | Große (hohe und tiefe) Buchstaben: | Große (hohe und tiefe) Buchstaben: |
| ------------------ | ---------------------------------- | ---------------------------------- | ---------------------------------- | ---------------------------------- | ---------------------------------- | ---------------------------------- | ---------------------------------- | ---------------------------------- | ---------------------------------- | ---------------------------------- |
|                    |                                    |                                    |                                    |                                    |                                    |                                    |                                    |                                    |                                    |                                    |
| Buchstabe:         |                                    |                                    |                                    |                                    |                                    |                                    |                                    |                                    |                                    |                                    |
| Unicode:           | 𐑐                                  | 𐑚                                  | 𐑑                                  | 𐑛                                  | 𐑒                                  | 𐑜                                  | 𐑓                                  | 𐑝                                  | 𐑔                                  | 𐑞                                  |
| Aussprache:        | /⁠p⁠/                                | /⁠b⁠/                                | /⁠t⁠/                                | /⁠d⁠/                                | /⁠k⁠/                                | /⁠ɡ⁠/                                | /⁠f⁠/                                | /⁠v⁠/                                | /⁠θ⁠/                                | /⁠ð⁠/                                |
| Name/Beispiel:     | peep                               | bib                                | tot                                | dead                               | kick                               | gag                                | fee                                | vow                                | thigh                              | they                               |
|                    |                                    |                                    |                                    |                                    |                                    |                                    |                                    |                                    |                                    |                                    |
|                    |                                    |                                    |                                    |                                    |                                    |                                    |                                    |                                    |                                    |                                    |
| 𐑕                  | 𐑟                                  | 𐑖                                  | 𐑠                                  | 𐑗                                  | 𐑡                                  | 𐑘                                  | 𐑢                                  | 𐑙                                  | 𐑣                                  |                                    |
| /⁠s⁠/                | /⁠z⁠/                                | /⁠ʃ⁠/                                | /⁠ʒ⁠/                                | /⁠tʃ⁠/                               | /⁠dʒ⁠/                               | /⁠j⁠/                                | /⁠w⁠/                                | /⁠ŋ⁠/                                | /⁠h⁠/                                |                                    |
| so                 | zoo                                | sure                               | measure                            | church                             | judge                              | yea                                | woe                                | hung                               | ha-ha                              |                                    |
| Kleine Buchstaben: |                                    |                                    |                                    |                                    |                                    |                                    |                                    |                                    |                                    |                                    |
|                    |                                    |                                    |                                    |                                    |                                    |                                    |                                    |                                    |                                    |                                    |
|                    |                                    |                                    |                                    |                                    |                                    |                                    |                                    |                                    |                                    |                                    |
| 𐑤                  | 𐑮                                  | 𐑥                                  | 𐑯                                  | 𐑦                                  | 𐑰                                  | 𐑧                                  | 𐑱                                  | 𐑨                                  | 𐑲                                  |                                    |
| /⁠l⁠/                | /⁠ɹ⁠/                                | /⁠m⁠/                                | /⁠n⁠/                                | /⁠ɪ⁠/                                | /⁠iː⁠/                               | /⁠ɛ⁠/                                | /⁠eɪ⁠/                               | /⁠æ⁠/                                | /⁠aɪ⁠/                               |                                    |
| loll               | roar                               | mime                               | nun                                | if                                 | eat                                | egg                                | age                                | ash                                | ice                                |                                    |
|                    |                                    |                                    |                                    |                                    |                                    |                                    |                                    |                                    |                                    |                                    |
|                    |                                    |                                    |                                    |                                    |                                    |                                    |                                    |                                    |                                    |                                    |
| 𐑩                  | 𐑳                                  | 𐑪                                  | 𐑴                                  | 𐑫                                  | 𐑵                                  | 𐑬                                  | 𐑶                                  | 𐑭                                  | 𐑷                                  |                                    |
| /⁠ə⁠/                | /⁠ʌ⁠/                                | /⁠ɒ⁠/                                | /⁠əʊ⁠/                               | /⁠ʊ⁠/                                | /⁠uː⁠/                               | /⁠aʊ⁠/                               | /⁠ɔɪ⁠/                               | /⁠ɑː⁠/                               | /⁠ɔː⁠/                               |                                    |
| ado                | up                                 | on                                 | oak                                | wool                               | ooze                               | out                                | oil                                | ah                                 | awe                                |                                    |
|                    | Ligaturen:                         |                                    |                                    |                                    |                                    |                                    |                                    |                                    |                                    |                                    |
|                    |                                    |                                    |                                    |                                    |                                    |                                    |                                    |                                    |                                    |                                    |
|                    |                                    |                                    |                                    |                                    |                                    |                                    |                                    |                                    |                                    |                                    |
|                    | 𐑸                                  | 𐑹                                  | 𐑺                                  | 𐑻                                  | 𐑼                                  | 𐑽                                  | 𐑾                                  | 𐑿                                  |                                    |                                    |
|                    | /⁠ɑ˞⁠/                               | /⁠ɔ˞⁠/                               | /⁠eɚ⁠/                               | /⁠ɝ⁠/                                | /⁠əɹ⁠/                               | /⁠ɪɚ⁠/                               | /⁠ɪə⁠/                               | /⁠juː⁠/                              |                                    |                                    |
|                    | are                                | or                                 | air                                | err                                | array                              | ear                                | Ian                                | yew                                |                                    |                                    |

Im Shaw-Alphabet wird nicht zwischen Groß- und Kleinschreibung unterschieden. Bei Namen wird jedoch ein Punkt (·) vor das Wort gestellt. Satzzeichen werden genauso wie in der englischen Rechtschreibung verwendet.

Satzbeispiele im Shaw-Alphabet: 1. Where is my room? 2. Where is the beach? 3. Where is the bar? 4. Don’t touch me there!

Die Schreibung in Androcles and the Lion basierte auf der Received Pronunciation, einer Art Standardaussprache des britischen Englisch. Jedoch würden sich eine große Menge unterschiedlicher Schreibungen ergeben, wenn man berücksichtigt, dass in verschiedenen englischsprachigen Regionen sehr verschiedene Realisierungen der englischen Phoneme existieren. Das ist auch einer der Hauptkritikpunkte an dem Alphabet. Ein weiterer ist, dass das Alphabet keine Möglichkeit bietet, Betonung anzuzeigen. Dies geschieht jedoch häufig über den Umweg, dass unbetonte Vokale zentralisiert werden.

## Unicode
2003 wurde das Shaw-Alphabet in Version 4.0 des Schriftstandards Unicode aufgenommen. Der Bereich von U+10450 bis U+1047F wird dafür verwendet.

## Weiterbearbeitungen

### Quikscript
Kingsley Read veröffentlichte wahrscheinlich 1966 eine Überarbeitung seines eigenen Shaw-Alphabets namens Quikscript (oft auch Quickscript geschrieben). Etwa die Hälfte der Buchstabenformen des Shaw-Alphabets wurden völlig umgestaltet.

### Ŝava alfabeto
Ĝan Ŭesli Starling (John Wesley Starling) entwickelte 1996–1997 eine Anpassung für die Plansprache Esperanto.

### Revised Shavian Alphabet
Paul Vandenbrink schlug 2000 eine vereinfachte Version des Alphabets vor, sodass unter anderem weniger Vokale verwendet werden müssen.

## Literatur-Veröffentlichungen im Shaw-Alphabet

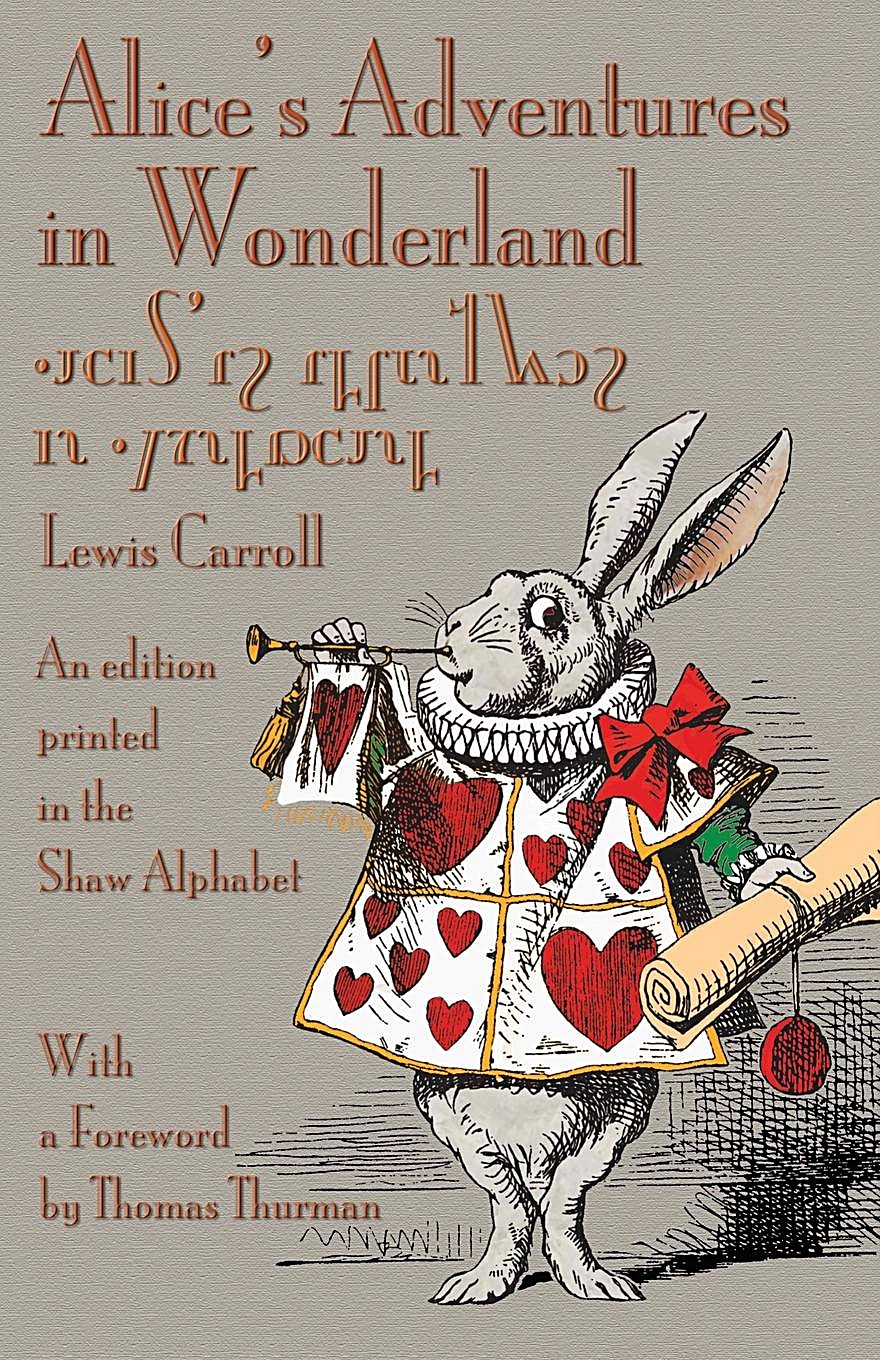
Lewis Carroll: Alice’s Adventures in Wonderland – gesamter Text im Shaw-Alphabet